# 492112 Jordicamarasa
492112 Jordicamarasa este o planetă minoră (asteroid) din centura de asteroizi. A fost descoperită pe 28 februarie 2008 la Mount Lemmon⁠(d) de Mount Lemmon Survey⁠(d). 
Obiectul prezintă o orbită caracterizată de o semiaxă mare de 2,5662873138406 UAi, o excentricitate de 0,15432000771574, o înclinație de 8,8512841491308 ° în raport cu ecliptica.